# Campeonato da Europa de Atletismo de 2014 - Maratona feminina
A prova da maratona feminina do Campeonato da Europa de Atletismo de 2014 foi disputada no dia 16 de agosto de 2014 pelas ruas de  Zurique, na Suíça. 

## Recordes
Antes desta competição, os recordes mundiais e do campeonato nesta prova eram os seguintes:
|                       | Nome            | Nacionalidade | Tempo    | Local   | Data                 |
| --------------------- | --------------- | ------------- | -------- | ------- | -------------------- |
| Recorde mundial       | Paula Radcliffe | Reino Unido   | 2h15m25s | Londres | 13 de abril de 2003  |
| Recorde do campeonato | Maria Guida     | Itália        | 2h26m05s | Munique | 10 de agosto de 2002 |
| Recorde europeu       | Paula Radcliffe | Reino Unido   | 2h15m25s | Londres | 13 de abril de 2003  |

Os seguintes recordes foram estabelecidos durante esta competição: 
| Data         | Evento | Atleta            | Nacionalidade | Tempo      | Notas                 |
| ------------ | ------ | ----------------- | ------------- | ---------- | --------------------- |
| 16 de agosto | Final  | Christelle Daunay | França        | 2h 25m 14s | Recorde do campeonato |

## Medalhistas
| Ouro                    | Prata                 | Bronze                |
| Christelle Daunay (FRA) | Valeria Straneo (ITA) | Jessica Augusto (POR) |

## Cronograma
Todos os horários são locais (UTC+2).
| Data         | Hora | Evento |
| ------------ | ---- | ------ |
| 16 de agosto | 9:00 | Final  |

## Resultados
| Posição           | Atleta                     | Nacionalidade | Tempo   | Notas                 |
| ----------------- | -------------------------- | ------------- | ------- | --------------------- |
| Medalha de ouro   | Christelle Daunay          | França        | 2:25:14 | Recorde do campeonato |
| Medalha de prata  | Valeria Straneo            | Itália        | 2:25:27 |                       |
| Medalha de bronze | Jessica Augusto            | Portugal      | 2:25:41 |                       |
| 4                 | Lisa Christina Nemec       | Croácia       | 2:28:36 |                       |
| 5                 | Elvan Abeylegesse          | Turquia       | 2:29:46 |                       |
| 6                 | Anna Incerti               | Itália        | 2:29:58 |                       |
| 7                 | Rasa Drazdauskaitė         | Lituânia      | 2:30:32 |                       |
| 8                 | Jessica Draskau-Petersson  | Dinamarca     | 2:30:53 | Recorde pessoal       |
| 9                 | Maja Neuenschwander        | Suíça         | 2:31:08 |                       |
| 10                | Fionnuala Britton          | Irlanda       | 2:31:46 |                       |
| 11                | Natalya Puchkova           | Rússia        | 2:32:22 |                       |
| 12                | Nadia Ejjafini             | Itália        | 2:32:34 |                       |
| 13                | Andrea Deelstra            | Países Baixos | 2:32:39 | Recorde pessoal       |
| 14                | Emma Quaglia               | Itália        | 2:32:45 | Recorde da temporada  |
| 15                | Filomena Costa             | Portugal      | 2:32:50 |                       |
| 16                | Deborah Toniolo            | Itália        | 2:33:02 |                       |
| 17                | Albina Mayorova            | Rússia        | 2:33:45 |                       |
| 18                | Maryna Damantsevich        | Bielorrússia  | 2:33:57 |                       |
| 19                | Miranda Boonstra           | Países Baixos | 2:34:29 | Recorde da temporada  |
| 20                | Marisa Barros              | Portugal      | 2:34:35 |                       |
| 21                | Remalda Kergyte            | Lituânia      | 2:35:13 | Recorde pessoal       |
| 22                | Mona Stockhecke            | Alemanha      | 2:35:44 |                       |
| 23                | Gulnara Vygovskaya         | Rússia        | 2:35:56 |                       |
| 24                | Nicola Spirig              | Suíça         | 2:37:12 | Recorde pessoal       |
| 25                | Tetyana Vernyhor           | Ucrânia       | 2:38:01 |                       |
| 26                | Patricia Morceli Buehler   | Suíça         | 2:38:41 | Recorde da temporada  |
| 27                | Zivile Balciunaite         | Lituânia      | 2:39:53 |                       |
| 28                | Katharina Heinig           | Alemanha      | 2:40:11 |                       |
| 29                | Liina Luik                 | Estónia       | 2:41:48 |                       |
| 30                | Annelie Johansson          | Suécia        | 2:42:04 | Recorde pessoal       |
| 31                | Nilay Esen                 | Turquia       | 2:42:05 |                       |
| 32                | Frida Lunden               | Suécia        | 2:42:18 | Recorde pessoal       |
| 33                | Martina Straehl            | Suíça         | 2:42:21 |                       |
| 34                | Charlotte Karlsson         | Suécia        | 2:42:29 | Recorde pessoal       |
| 35                | Nadezhda Leontyeva         | Rússia        | 2:42:41 |                       |
| 36                | Sarah Mulligan             | Irlanda       | 2:42:43 |                       |
| 37                | Stefanie Bouma             | Países Baixos | 2:42:47 |                       |
| 38                | Lena Eliasson              | Suécia        | 2:43:12 |                       |
| 39                | Ursula Spielmann-Jeitziner | Suíça         | 2:43:20 |                       |
| 40                | Rosaria Console            | Itália        | 2:43:40 |                       |
| 41                | Barbara Sanchez            | Irlanda       | 2:43:59 |                       |
| 42                | Hanna Lindholm             | Suécia        | 2:44:05 | Recorde pessoal       |
| 43                | Leila Luik                 | Estónia       | 2:45:59 |                       |
| 44                | Magali Di Marco            | Suíça         | 2:46:53 |                       |
| 45                | Bahar Dogan                | Turquia       | 2:47:11 |                       |
| 46                | Martha Komu                | França        | 2:47:34 |                       |
| 47                | Lily Luik                  | Estónia       | 2:48:49 | Recorde pessoal       |
| 48                | Corinne Herbreteau-Cante   | França        | 3:02:49 |                       |
| -                 | Alessandra Aguilar         | Espanha       | DNF     |                       |
| -                 | Sabrina Mockenhaupt        | Alemanha      | DNF     |                       |
| -                 | Doroteia Peixoto           | Portugal      | DNF     |                       |
| -                 | Evelin Talts               | Estónia       | DNF     |                       |
| -                 | Ruth Van Der Meijden       | Países Baixos | DNF     |                       |

Legenda
| Recorde mundial       | Recorde mundial (World record)               |                       | Recorde africano                      | Recorde africano (African) |                                           | Q | Classificado por posição (Qualified) |
| Recorde do campeonato | Recorde do campeonato (Championship record)  | Recorde da América    | Recorde da América (Americas)         | q                          | Classificado por melhor tempo (Qualified) |   |                                      |
| Melhor marca do ano   | Melhor marca do ano (World leading)          | Recorde asiático      | Recorde asiático (Asian)              | DNS                        | Não largou (Did not start)                |   |                                      |
| Recorde nacional      | Recorde nacional (National record)           | Recorde europeu       | Recorde europeu (European)            | DNF                        | Não terminou (Did not finish)             |   |                                      |
| Recorde pessoal       | Recorde pessoal do atleta (Personal best)    | Recorde da Oceania    | Recorde da Oceania (Oceania)          | DSQ / DQ                   | Desclassificado (Disqualified)            |   |                                      |
| Recorde da temporada  | Recorde da temporada do atleta (Season best) | Recorde sul-americano | Recorde sul-americano (South America) | NM                         | Sem marca (No mark)                       |   |                                      |